# Campionato mondiale di hockey su ghiaccio 1972
Il 39º Campionato mondiale di hockey su ghiaccio, valido anche come 50º campionato europeo di hockey su ghiaccio, si tenne nel periodo fra il 7 e il 22 aprile 1972 in Cecoslovacchia, nella capitale Praga. La città boema aveva già ospitato il campionato mondiale in quattro occasioni nelle edizioni del 1933, del 1938, del 1947 e del 1959. Questa fu la prima competizione iridata a svolgersi nello stesso anno dei giochi olimpici, svoltisi infatti due mesi prima a Sapporo. I gruppi B e C vennero disputati entrambi in Romania, rispettivamente nella capitale Bucarest e nella città di Miercurea Ciuc.
All'edizione del 1972 si iscrissero 22 nazionali suddivise nei tre gruppi A, B e C. Il Gruppo A si disputò con un doppio girone all'italiana per un totale di dieci partite, e a sorpresa la vincitrice fu la nazionale di casa della Cecoslovacchia, capace di interrompere la striscia di nove titoli consecutivi dell'Unione Sovietica, costretta alla medaglia d'argento, mentre il bronzo andò alla Svezia. Venne retrocessa la Svizzera, sostituita dalla Polonia vincitrice del Gruppo B. Da segnalare vi furono il boicottaggio della Francia in segno di protesta contro la federazione nazionale per la mancata partecipazione ai giochi di Sapporo, mentre la Cina fece il proprio esordio assoluto ai mondiali.

## Campionato mondiale Gruppo A

### Girone finale
| Praga 7 aprile 1972, ore 17:00 | Cecoslovacchia | 19 – 1 (5-0; 8-0; 6-1) | Svizzera | Sportovní hala ČSTV (10.079 spett.) |

| Praga 7 aprile 1972, ore 20:30 | Unione Sovietica | 11 – 0 (3-0; 3-0; 5-0) | Germania Ovest | Sportovní hala ČSTV (9.080 spett.) |

| Praga 8 aprile 1972, ore 17:00 | Svizzera | 1 – 12 (1-4; 0-5; 0-3) | Svezia | Sportovní hala ČSTV (5.534 spett.) |

| Praga 8 aprile 1972, ore 20:30 | Germania Ovest | 5 – 8 (0-5; 4-2; 1-1) | Finlandia | Sportovní hala ČSTV (5.340 spett.) |

| Praga 9 aprile 1972, ore 17:00 | Cecoslovacchia | 4 – 1 (2-0; 1-0; 1-1) | Svezia | Sportovní hala ČSTV (12.280 spett.) |

| Praga 9 aprile 1972, ore 20:30 | Finlandia | 2 – 10 (0-1; 2-6; 0-3) | Unione Sovietica | Sportovní hala ČSTV (12.073 spett.) |

| Praga 10 aprile 1972, ore 17:00 | Cecoslovacchia | 8 – 1 (1-1; 2-0; 5-0) | Germania Ovest | Sportovní hala ČSTV (9.134 spett.) |

| Praga 10 aprile 1972, ore 20:30 | Unione Sovietica | 10 – 2 (1-1; 4-1; 5-0) | Svizzera | Sportovní hala ČSTV (6.142 spett.) |

| Praga 11 aprile 1972, ore 17:00 | Germania Ovest | 0 – 10 (0-3; 0-5; 0-2) | Svezia | Sportovní hala ČSTV (4.811 spett.) |

| Praga 11 aprile 1972, ore 20:30 | Svizzera | 3 – 2 (1-2; 0-0; 2-0) | Finlandia | Sportovní hala ČSTV (4.515 spett.) |

| Praga 12 aprile 1972, ore 17:00 | Cecoslovacchia | 3 – 3 (2-0; 0-1; 1-2) | Unione Sovietica | Sportovní hala ČSTV (14.390 spett.) |

| Praga 12 aprile 1972, ore 20:30 | Finlandia | 1 – 2 (1-1; 1-1; 1-1) | Svezia | Sportovní hala ČSTV (9.924 spett.) |

| Praga 13 aprile 1972, ore 17:00 | Svizzera | 3 – 6 (2-3; 1-2; 0-1) | Germania Ovest | Sportovní hala ČSTV (3.017 spett.) |

| Praga 14 aprile 1972, ore 17:00 | Cecoslovacchia | 5 – 3 (1-1; 2-1; 2-1) | Finlandia | Sportovní hala ČSTV (14.360 spett.) |

| Praga 14 aprile 1972, ore 20:30 | Unione Sovietica | 11 – 2 (4-1; 3-1; 4-0) | Svezia | Sportovní hala ČSTV (14.200 spett.) |

| Praga 15 aprile 1972, ore 17:00 | Cecoslovacchia | 12 – 2 (3-1; 5-0; 4-1) | Svizzera | Sportovní hala ČSTV (8.805 spett.) |

| Praga 15 aprile 1972, ore 20:30 | Germania Ovest | 0 – 7 (0-4; 0-1; 0-2) | Unione Sovietica | Sportovní hala ČSTV (6.529 spett.) |

| Praga 16 aprile 1972, ore 17:00 | Svezia | 8 – 5 (3-1; 1-1; 4-3) | Svizzera | Sportovní hala ČSTV (6.559 spett.) |

| Praga 16 aprile 1972, ore 20:30 | Finlandia | 13 – 3 (4-0; 5-2; 4-1) | Germania Ovest | Sportovní hala ČSTV (5.272 spett.) |

| Praga 17 aprile 1972, ore 17:00 | Cecoslovacchia | 2 – 0 (0-0; 2-0; 0-0) | Svezia | Sportovní hala ČSTV (14.389 spett.) |

| Praga 17 aprile 1972, ore 20:30 | Unione Sovietica | 7 – 2 (2-0; 3-0; 2-2) | Finlandia | Sportovní hala ČSTV (10.300 spett.) |

| Praga 18 aprile 1972, ore 17:00 | Cecoslovacchia | 8 – 1 (3-1; 3-0; 2-0) | Germania Ovest | Sportovní hala ČSTV (11.388 spett.) |

| Praga 18 aprile 1972, ore 20:30 | Svizzera | 0 – 14 (0-6; 0-4; 0-4) | Unione Sovietica | Sportovní hala ČSTV (6.679 spett.) |

| Praga 19 aprile 1972, ore 17:00 | Svezia | 7 – 1 (5-0; 1-1; 1-0) | Germania Ovest | Sportovní hala ČSTV (7.613 spett.) |

| Praga 19 aprile 1972, ore 20:30 | Finlandia | 9 – 1 (4-0; 1-0; 4-1) | Svizzera | Sportovní hala ČSTV (4.856 spett.) |

| Praga 20 aprile 1972, ore 17:00 | Cecoslovacchia | 3 – 2 (2-0; 1-2; 0-0) | Unione Sovietica | Sportovní hala ČSTV (14.389 spett.) |

| Praga 20 aprile 1972, ore 20:30 | Svezia | 4 – 5 (0-2; 2-2; 2-1) | Finlandia | Sportovní hala ČSTV (11.763 spett.) |

| Praga 21 aprile 1972, ore 17:00 | Germania Ovest | 4 – 1 (2-0; 1-0; 1-1) | Svizzera | Sportovní hala ČSTV (9.406 spett.) |

| Praga 22 aprile 1972, ore 15:00 | Unione Sovietica | 3 – 3 (0-1; 1-2; 2-0) | Svezia | Sportovní hala ČSTV (14.348 spett.) |

| Praga 22 aprile 1972, ore 18:30 | Cecoslovacchia | 8 – 2 (2-0; 3-2; 3-0) | Finlandia | Sportovní hala ČSTV (14.388 spett.) |

| Pos. |                  | PG | V | N | P | GF | GS | DR  | Pt |
| 1.   | Cecoslovacchia   | 10 | 9 | 1 | 0 | 72 | 16 | +56 | 19 |
| 2.   | Unione Sovietica | 10 | 7 | 2 | 1 | 78 | 17 | +61 | 16 |
| 3.   | Svezia           | 10 | 5 | 1 | 4 | 49 | 33 | +16 | 11 |
| 4.   | Finlandia        | 10 | 4 | 0 | 6 | 47 | 48 | -1  | 8  |
| 5.   | Germania Ovest   | 10 | 2 | 0 | 8 | 21 | 76 | -55 | 4  |
| 6.   | Svizzera         | 10 | 1 | 0 | 9 | 19 | 96 | -77 | 2  |

### Graduatoria finale
| Pos | Squadra          |
| --- | ---------------- |
|     | Cecoslovacchia   |
|     | Unione Sovietica |
|     | Svezia           |
| 4   | Finlandia        |
| 5   | Germania Ovest   |
| 6   | Svizzera         |

| Promossa nel Gruppo A:   | Polonia  |
| Retrocessa nel Gruppo B: | Svizzera |

| Campione del mondo di hockey su ghiaccio 1972 |
| Cecoslovacchia 3º titolo                      |

| Pos | Squadra          | Formazione |
| --- | ---------------- | --- |
|     | Cecoslovacchia   | Jiří Holeček, Vladimír Dzurilla, Oldřich Machač, František Pospíšil, Josef Horešovský, Jiří Bubla, Rudolf Tajcnár, Milan Kužela, Vladimír Bednář, Jan Klapáč, Jaroslav Holík, Jiří Holík, Jiří Kochta, Václav Nedomanský, Július Haas, Vladimír Martinec, Ivan Hlinka, Bohuslav Šťastný, Josef Paleček, Richard Farda                                                     |
|     | Unione Sovietica | Vladimir Šepovalov, Vladislav Tret'jak, Gennadij Cygankov, Aleksandr Gusev, Valerij Vasil'ev, Aleksandr Ragulin, Viktor Kuz'kin, Vladimir Lutčenko, Igor Romiševskij, Vladimir Vikulov, Aleksandr Mal'cev, Valerij Charlamov, Boris Michajlov, Vladimir Petrov, Vjačeslav Soloduchin, Jurij Blinov, Vladimir Šadrin, Aleksandr Jakušev, Evgenij Mišakov, Vjačeslav Anisin |
|     | Svezia           | Christer Abrahamsson, Curt Larsson, Leif Holmqvist, Thommy Abrahamsson, Thommie Bergman, Björn Johansson, Börje Salming, Lars-Erik Sjöberg, Karl-Johan Sundqvist, Stig Östling, Inge Hammarström, Anders Hedberg, Stig-Göran Johansson, Stefan Karlsson, Stig Larsson, Mats Lindh, Tord Lundström, Lars-Göran Nilsson, Björn Palmqvist, Håkan Pettersson, Håkan Wickberg  |

### Riconoscimenti
Riconoscimenti individuali
| Premio             | Giocatore          |
| ------------------ | ------------------ |
| Miglior portiere   | Jorma Valtonen     |
| Miglior difensore  | František Pospíšil |
| Miglior attaccante | Aleksandr Mal'cev  |

All-Star Team
| Attacco:  | Valerij Charlamov - Aleksandr Mal'cev - Vladimir Vikulov |
| Difesa:   | Oldřich Machač - František Pospíšil                      |
| Portiere: | Jiří Holeček                                             |

### Campionato europeo
Il torneo fu valido anche per il 50º campionato europeo. Il titolo continentale fu assegnato secondo una classifica che teneva conto solo degli scontri tra le squadre europee nel campionato mondiale; la vittoria andò per la decima volta alla Cecoslovacchia, vincitrice del titolo mondiale.
| Pos | Squadra          |
| --- | ---------------- |
|     | Cecoslovacchia   |
|     | Unione Sovietica |
|     | Svezia           |
| 4   | Finlandia        |
| 5   | Germania Ovest   |
| 6   | Svizzera         |

## Campionato mondiale Gruppo B
Il Campionato mondiale di Gruppo B si disputò nella città di Bucarest, in Romania, dal 24 marzo al 2 aprile 1972.
| Bucarest 24 marzo 1972 | Stati Uniti | 5 – 3 (2-1; 3-1; 0-1) | Jugoslavia |  |

| Bucarest 24 marzo 1972 | Polonia | 9 – 1 (1-1; 6-0; 2-0) | Norvegia |  |

| Bucarest 24 marzo 1972 | Germania Est | 7 – 1 (3-0; 4-0; 0-1) | Giappone |  |

| Bucarest 25 marzo 1972 | Romania | 3 – 2 (0-0; 1-1; 2-1) | Jugoslavia |  |

| Bucarest 26 marzo 1972 | Germania Est | 5 – 2 (1-2; 1-0; 3-0) | Norvegia |  |

| Bucarest 26 marzo 1972 | Stati Uniti | 14 – 5 (6-1; 2-2; 6-2) | Giappone |  |

| Bucarest 27 marzo 1972 | Romania | 7 – 2 (2-0; 4-0; 1-2) | Norvegia |  |

| Bucarest 27 marzo 1972 | Polonia | 11 – 1 (3-1; 5-0; 3-0) | Giappone |  |

| Bucarest 27 marzo 1972 | Germania Est | 4 – 3 (0-3; 2-0; 2-0) | Jugoslavia |  |

| Bucarest 29 marzo 1972 | Stati Uniti | 6 – 5 (2-2; 0-1; 4-2) | Germania Est |  |

| Bucarest 29 marzo 1972 | Giappone | 4 – 4 (1-1; 2-3; 1-0) | Norvegia |  |

| Bucarest 29 marzo 1972 | Romania | 0 – 7 (0-1; 0-2; 0-4) | Polonia |  |

| Bucarest 30 marzo 1972 | Romania | 3 – 8 (1-3; 2-2; 0-3) | Germania Est |  |

| Bucarest 30 marzo 1972 | Stati Uniti | 5 – 1 (1-0; 2-1; 2-0) | Norvegia |  |

| Bucarest 30 marzo 1972 | Polonia | 5 – 3 (0-0; 4-2; 1-1) | Jugoslavia |  |

| Bucarest 1º aprile 1972 | Romania | 10 – 3 (3-1; 3-1; 4-1) | Giappone |  |

| Bucarest 1º aprile 1972 | Jugoslavia | 11 – 5 (5-1; 0-1; 6-3) | Norvegia |  |

| Bucarest 1º aprile 1972 | Polonia | 6 – 5 (3-0; 2-4; 1-1) | Stati Uniti |  |

| Bucarest 2 aprile 1972 | Giappone | 6 – 3 (3-0; 2-2; 1-1) | Jugoslavia |  |

| Bucarest 2 aprile 1972 | Romania | 2 – 4 (2-4; 0-0; 0-0) | Stati Uniti |  |

| Bucarest 2 aprile 1972 | Polonia | 3 – 2 (2-2; 1-0; 0-0) | Germania Est |  |

| Pos. |              | PG | V | N | P | GF | GS | DR  | Pt |
| 1.   | Polonia      | 6  | 6 | 0 | 0 | 41 | 12 | +29 | 12 |
| 2.   | Stati Uniti  | 6  | 5 | 0 | 1 | 39 | 22 | +17 | 10 |
| 3.   | Germania Est | 6  | 4 | 0 | 2 | 31 | 18 | +13 | 8  |
| 4.   | Romania      | 6  | 3 | 0 | 3 | 25 | 26 | -1  | 6  |
| 5.   | Giappone     | 6  | 1 | 1 | 4 | 20 | 49 | -29 | 3  |
| 6.   | Jugoslavia   | 6  | 1 | 0 | 5 | 25 | 28 | -3  | 2  |
| 7.   | Norvegia     | 6  | 0 | 1 | 5 | 15 | 41 | -26 | 1  |

| Promossa nel Gruppo A:   | Polonia  |
| Retrocessa nel Gruppo C: | Norvegia |

## Campionato mondiale Gruppo C
Il Campionato mondiale di Gruppo C si disputò nella città di Miercurea Ciuc, in Romania, dal 3 al 12 marzo 1972.
| Miercurea Ciuc 3 marzo 1972 | Cina | 4 – 3 (2-2; 0-0; 2-1) | Bulgaria |  |

| Miercurea Ciuc 3 marzo 1972 | Ungheria | 11 – 4 (1-1; 4-0; 6-3) | Danimarca |  |

| Miercurea Ciuc 4 marzo 1972 | Italia | 3 – 1 (2-0; 0-1; 1-0) | Paesi Bassi |  |

| Miercurea Ciuc 4 marzo 1972 | Austria | 4 – 2 (1-0; 2-1; 1-1) | Danimarca |  |

| Miercurea Ciuc 5 marzo 1972 | Italia | 6 – 2 (1-1; 2-0; 3-1) | Bulgaria |  |

| Miercurea Ciuc 5 marzo 1972 | Paesi Bassi | 4 – 3 (0-2; 2-0; 2-1) | Cina |  |

| Miercurea Ciuc 6 marzo 1972 | Bulgaria | 6 – 2 (0-0; 2-0; 4-2) | Ungheria |  |

| Miercurea Ciuc 6 marzo 1972 | Cina | 6 – 1 (3-1; 3-0; 0-0) | Danimarca |  |

| Miercurea Ciuc 6 marzo 1972 | Austria | 4 – 2 (2-1; 1-0; 1-1) | Paesi Bassi |  |

| Miercurea Ciuc 8 marzo 1972 | Italia | 7 – 1 (1-1; 5-0; 1-0) | Cina |  |

| Miercurea Ciuc 8 marzo 1972 | Austria | 4 – 3 (1-0; 2-2; 1-1) | Ungheria |  |

| Miercurea Ciuc 8 marzo 1972 | Bulgaria | 5 – 3 (2-0; 2-2; 1-1) | Paesi Bassi |  |

| Miercurea Ciuc 9 marzo 1972 | Italia | 8 – 0 (4-0; 2-0; 2-0) | Danimarca |  |

| Miercurea Ciuc 9 marzo 1972 | Austria | 4 – 2 (1-0; 2-2; 1-0) | Bulgaria |  |

| Miercurea Ciuc 9 marzo 1972 | Ungheria | 6 – 1 (1-1; 4-0; 1-0) | Paesi Bassi |  |

| Miercurea Ciuc 11 marzo 1972 | Cina | 2 – 2 (0-2; 1-0; 1-0) | Austria |  |

| Miercurea Ciuc 11 marzo 1972 | Danimarca | 4 – 2 (2-0; 0-0; 2-2) | Paesi Bassi |  |

| Miercurea Ciuc 11 marzo 1972 | Ungheria | 6 – 6 (4-3; 2-1; 0-2) | Italia |  |

| Miercurea Ciuc 12 marzo 1972 | Bulgaria | 2 – 0 (0-0; 0-0; 2-0) | Danimarca |  |

| Miercurea Ciuc 12 marzo 1972 | Ungheria | 3 – 3 (0-2; 1-1; 2-0) | Cina |  |

| Miercurea Ciuc 12 marzo 1972 | Austria | 3 – 1 (2-0; 0-1; 1-0) | Italia |  |

| Pos. |             | PG | V | N | P | GF | GS | DR  | Pt |
| 1.   | Austria     | 6  | 5 | 1 | 0 | 21 | 12 | +9  | 11 |
| 2.   | Italia      | 6  | 4 | 1 | 1 | 31 | 13 | +18 | 9  |
| 3.   | Cina        | 6  | 2 | 2 | 2 | 19 | 20 | -1  | 6  |
| 4.   | Bulgaria    | 6  | 3 | 0 | 3 | 20 | 19 | +1  | 6  |
| 5.   | Ungheria    | 6  | 2 | 2 | 2 | 31 | 24 | +7  | 6  |
| 6.   | Danimarca   | 6  | 1 | 0 | 5 | 13 | 25 | -12 | 2  |
| 7.   | Paesi Bassi | 6  | 1 | 0 | 5 | 11 | 33 | -22 | 2  |

| Promosse nel Gruppo B:   | Austria Italia |
| Retrocessa dal Gruppo B: | Norvegia       |